# سانت إيليا فيوميرابيدو
سانت إيليا فيوميرابيدو (بالإيطالية: Sant'Elia Fiumerapido)‏ هي بلدة في مقاطعة فروزينوني في الوادي اللاتيني في منطقة لاتسيو بوسط إيطاليا.
في سانت إيليا فيوميرابيدو ولد الملحن جوزيبي بوزيلي عام 1841. كما تم تصوير جزء من فيلم لواء الشيطان هناك في عام 1967.